# South Park (säsong 3)
Säsong 3 av South Park, är en amerikansk animerad TV-serie skapad av Trey Parker och Matt Stone, började sändas den 7 april 1999 på Comedy Central. Säsongen består av 17 avsnitt.

## Rollista

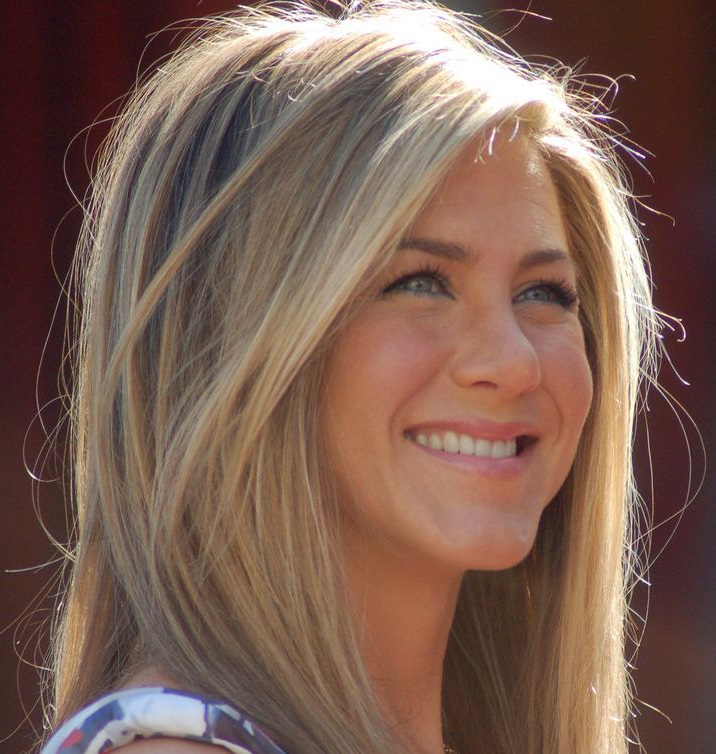
Jennifer Aniston (2012), gästspelade i avsnittet "Rainforest Shmainforest"

Den här säsongen är den sista som Mary Kay Bergman medverkade i, som spelade flera av seriens kvinnliga figurer. Bergman tog sitt liv den 11 november 1999, vilket bidrog till att tre av säsongens avsnitt nästan helt saknar kvinnliga röstroller.

### Huvudroller
- Trey Parker som Stan Marsh, Eric Cartman, Randy Marsh, Mr. Garrison, Clyde Donovan, Mr. Hankey, Mr. Mackey, Stephen Stotch, Jimmy Valmer, Timmy Burch och Phillip.
- Matt Stone som Kyle Broflovski, Kenny McCormick, Butters Stotch, Gerald Broflovski, Stuart McCormick, Craig Tucker, Jimbo Kern, Terrance, Tweek Tweak och Jesus.
- Mary Kay Bergman som Liane Cartman, Sheila Broflovski, Shelly Marsh, Sharon Marsh, Mrs. McCormick och Wendy Testaburger.
- Isaac Hayes som Chef

### Gästroller
- Jennifer Aniston som Miss Stevens ("Rainforest Shmainforest")
- Jonathan Davis, James Shaffer, Brian Welch, Reginald Arvizu och David Silveria som Sig själva ("Korn's Groovy Pirate Ghost Mystery!)

## Avsnittsguide
Samtliga avsnitt är listade efter sändningsdatum.
| Nr i serien | Nr i säsongen | Titel                                | Regissör                  | Manus                                    | Originalvisning  | Prod. kod |
| --- | ------------- | ------------------------------------ | ------------------------- | ---------------------------------------- | ---------------- | --------- |
| 32 | 1             | "Rainforest Schmainforest"           | Trey Parker & Eric Stough | Trey Parker & Matt Stone                 | 7 april 1999     | 301       |
| Barnen tvingas gå med i en kör som skickas till Costa Rica för att uppträda till stöd emot avskogning. Dock går de vilse i regnskogen och upptäcker att den inte är värd att rädda.                                                      |               |                                      |                           |                                          |                  |           |
| 33 | 2             | "Spontaneous Combustion"             | Matt Stone                | Trey Parker, Matt Stone & David Goodman  | 14 april 1999    | 302       |
| Randy måste lösa problemet med att befolkningen börjar självantända. |               |                                      |                           |                                          |                  |           |
| 34 | 3             | "The Succubus"                       | Trey Parker               | Trey Parker                              | 21 april 1999    | 303       |
| Pojkarna blir väldigt upprörda när de märker att Chef blivit en annan människa efter att han förlovat sig. Cartman blir retad av sin ögonläkare.                                                                                         |               |                                      |                           |                                          |                  |           |
| 35 | 4             | "Jakovasaurs"                        | Matt Stone                | Trey Parker, Matt Stone & David Goodman  | 16 juni 1999     | 304       |
| Staden räddar en art från utrotning, men de inser att den är otroligt irriterande. Den enda dumskallen som gillar den är Cartman. |               |                                      |                           |                                          |                  |           |
| 36 | 5             | "Tweek vs. Craig"                    | Trey Parker               | Trey Parker                              | 23 juni 1999     | 305       |
| Stan, Kyle, Cartman och alla andra pojkarna (utom Kenny) går en veckas kurs i Träslöjd. Vännerna diskuterar vem som är värre än värst: Tweek eller Craig.                                                                                |               |                                      |                           |                                          |                  |           |
| 37 | 6             | "Sexual Harassment Panda"            | Eric Stough               | Trey Parker                              | 7 juli 1999      | 306       |
| En man i en pandakostym lär barnen om sexuella trakasserier, vilket leder till att Cartman stämmer Stan. |               |                                      |                           |                                          |                  |           |
| 38 | 7             | "Cat Orgy"                           | Trey Parker               | Trey Parker                              | 14 juli 1999     | 307       |
| Shelly, Stans syster, ska ta hand om Cartman medan hans mamma är borta. Samtidigt är katten upphetsad. |               |                                      |                           |                                          |                  |           |
| 39 | 8             | "Two Guys Naked in a Hot Tub"        | Trey Parker               | Trey Parker, Matt Stone & David Goodman  | 21 juli 1999     | 308       |
| Utspelar sig samtidigt som förra avsnittet. Stan och hans föräldrar åker till en fest, men Stan måste stanna i källaren hos Pip, Butters och Dougie. Dessutom belägras huset av ATF.                                                     |               |                                      |                           |                                          |                  |           |
| 40 | 9             | "Jewbilee"                           | Trey Parker               | Trey Parker                              | 28 juli 1999     | 309       |
| Kenny, Kyle och hans bror Ike ska till ett judiskt scoutläger, (Kenny bad om att följa med) där en av prästerna tycker att Moses ska ersättas. Kenny får se deras store profets ande i egen hög person.                                  |               |                                      |                           |                                          |                  |           |
| 41 | 10            | "Korn's Groovy Pirate Ghost Mystery" | Trey Parker               | Trey Parker                              | 27 oktober 1999  | 310       |
| Det är Halloween, det ska bli maskeradtävling och bandet Korn ska spela under festen. Men festen hotar att ställas in då Spökpirater/Piratspöken härjar i staden. Dessutom tänker vännerna hitta på ett sätt att skrämma femteklassarna. |               |                                      |                           |                                          |                  |           |
| 42 | 11            | "Chinpokomon"                        | Eric Stough & Trey Parker | Trey Parker                              | 3 november 1999  | 311       |
| Pojkarna fastnar för den senaste flugan från Japan och blir hjärntvättade. |               |                                      |                           |                                          |                  |           |
| 43 | 12            | "Hooked on Monkey Phonics"           | Trey Parker               | Trey Parker                              | 10 november 1999 | 312       |
| Cartmans mamma köper ett hjälpmedel som ska låta Cartman vinna stavningstävlingen. Kyle blir kär i en hemskolad flicka med överbeskyddande föräldrar.                                                                                    |               |                                      |                           |                                          |                  |           |
| 44 | 13            | "Starvin' Marvin in Space"           | Trey Parker               | Trey Parker, Matt Stone & Kyle McCulloch | 17 november 1999 | 313       |
| Starvin' Marvin hittar ett utomjordiskt rymdskepp och använder det för att hitta en ny plats åt etiopierna. USA:s regering vill nu få tag i rymdskeppet och de misstänker att vännerna vet vem som flyger det.                           |               |                                      |                           |                                          |                  |           |
| 45 | 14            | "The Red Badge of Gayness"           | Trey Parker               | Trey Parker                              | 24 november 1999 | 314       |
| Under ett historiskt återskapande av det amerikanska inbördeskriget tar Cartman kanske (som General Lee) det på alldeles för stort allvar...                                                                                             |               |                                      |                           |                                          |                  |           |
| 46 | 15            | "Mr. Hankey's Christmas Classics"    | Trey Parker               | Trey Parker                              | 1 december 1999  | 315       |
| I detta avsnitt presenterar Mr. Hankey julsånger som olika karaktärer sjunger, bland annat Herr Garrison, Satan, Cartman, Kyle (ingen "julsång"), Shelly med flera.                                                                      |               |                                      |                           |                                          |                  |           |
| 47 | 16            | "Are You There God? It's Me, Jesus"  | Eric Stough               | Trey Parker                              | 29 december 1999 | 316       |
| Cartman och Kenny får för sig att de har fått mens. Jesus försöker anordna en nyårsaftonfest. |               |                                      |                           |                                          |                  |           |
| 48 | 17            | "World Wide Recorder Concert"        | Eric Stough               | Trey Parker                              | 12 januari 2000  | 317       |
| Pojkarna åker till Arkansas för att uppträda i en stor konsert med barn från hela USA. Samtidigt försöker Herr Garrison handskas med sitt stora barndomstrauma: att han inte blev sexuellt ofredad av sin pappa.                         |               |                                      |                           |                                          |                  |           |